# KouGC
KouGC est une entreprise algérienne du secteur du bâtiment et travaux publics. Elle est spécialisée dans le génie civil et l'hydraulique. Elle fait partie du groupe familial Kouninef.

## Histoire
La famille Kouninef s'est lancé dans les travaux publics dans les années 1970 puis dans l'importation de matériaux de construction dans les années 1990.
Depuis les années 2000, elle a obtenu des contrats très important dans l'hydraulique et le génie civil comme l'équipement d'une extension du métro d'Alger.
Après l'arrestation de Rédha Kouninef dans le contexte des manifestations de 2019 en Algérie, les comptes de ses entreprises sont gelés.

## Les principales réalisations
KouGC a notamment réalisé :
- la ligne 1 du métro d'Alger, installation du système intégral de la ligne en partenariat avec le groupe français Colas Rail[4].

### Articles de journaux
- El Watan du 7 août 2005,
- L'Expression du 5 décembre 2005,
- Jeune Afrique du 10 mars 2016,
- Tout sur l'Algérie 9 janvier 2016,